# Counoise
Counoise là một loại nho da sẫm dùng để làm rượu vang được trồng chủ yếu ở thung lũng Rhône ở Pháp. Ngoài ra loại nhỏ này cũng được trồng ở California và Washington. Counoise có tác dụng thêm hương vị tiêu và tính axit tốt cho pha trộn rượu vang đỏ nhưng không có nhiều độ sâu của màu hoặc tannin. Có 638 hécta (1.580 mẫu Anh) đất trồng nho ở Pháp vào năm 2000.
Counoise là một trong những loại nho được phép pha trộn rượu vang Châteauneuf-du-Pape. Vào năm 2004, chỉ có 0,5% diện tích được trồng Counoise. Một số nhà sản xuất ủng hộ sự đa dạng sử dụng khoảng 5% trong số đó, và những nhà sản xuất này ký hợp đồng với phần lớn diện tích trồng. Một nhà sản xuất như vậy là Château de Beaucastel, được ghi nhận cho việc sử dụng tất cả 13 giống được phép.

## Cách gọi khác
Cách gọi khác với Counoise bao gồm Aubon, Caula, Conese, Connoges, Connoise, Couneso, Counoise noir, Counoiso, Counoueiso, Damas noir, Grosse Rogettaz, Guenoise, Moustardier, Quennoise.

## Nhầm lẫn với Aubun
Counoir dễ bị nhầm lẫn với Aubun, vì sự tương đồng lớn trong các vườn nho. Counoise và Aubun cũng được trồng hỗn hợp trong một cánh đồng ở một số vườn nho cũ. Tuy nhiên, Counoise được coi là một loại nho có chất lượng cao hơn, trong khi Aubun có tiếng là cho rượu vang đơn giản hơn.

## Hình ảnh

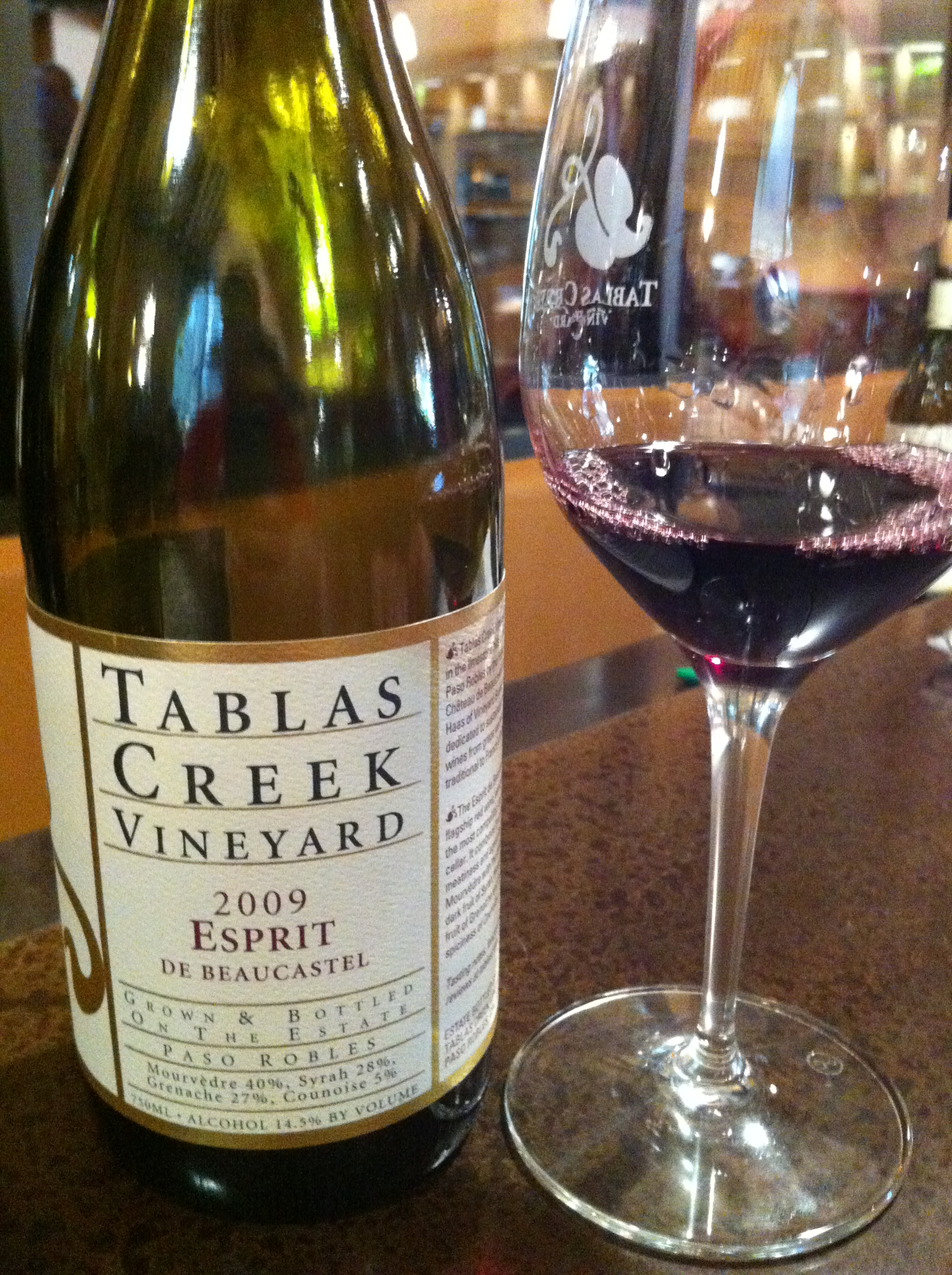
Rượu vang làm từ nho Counoise
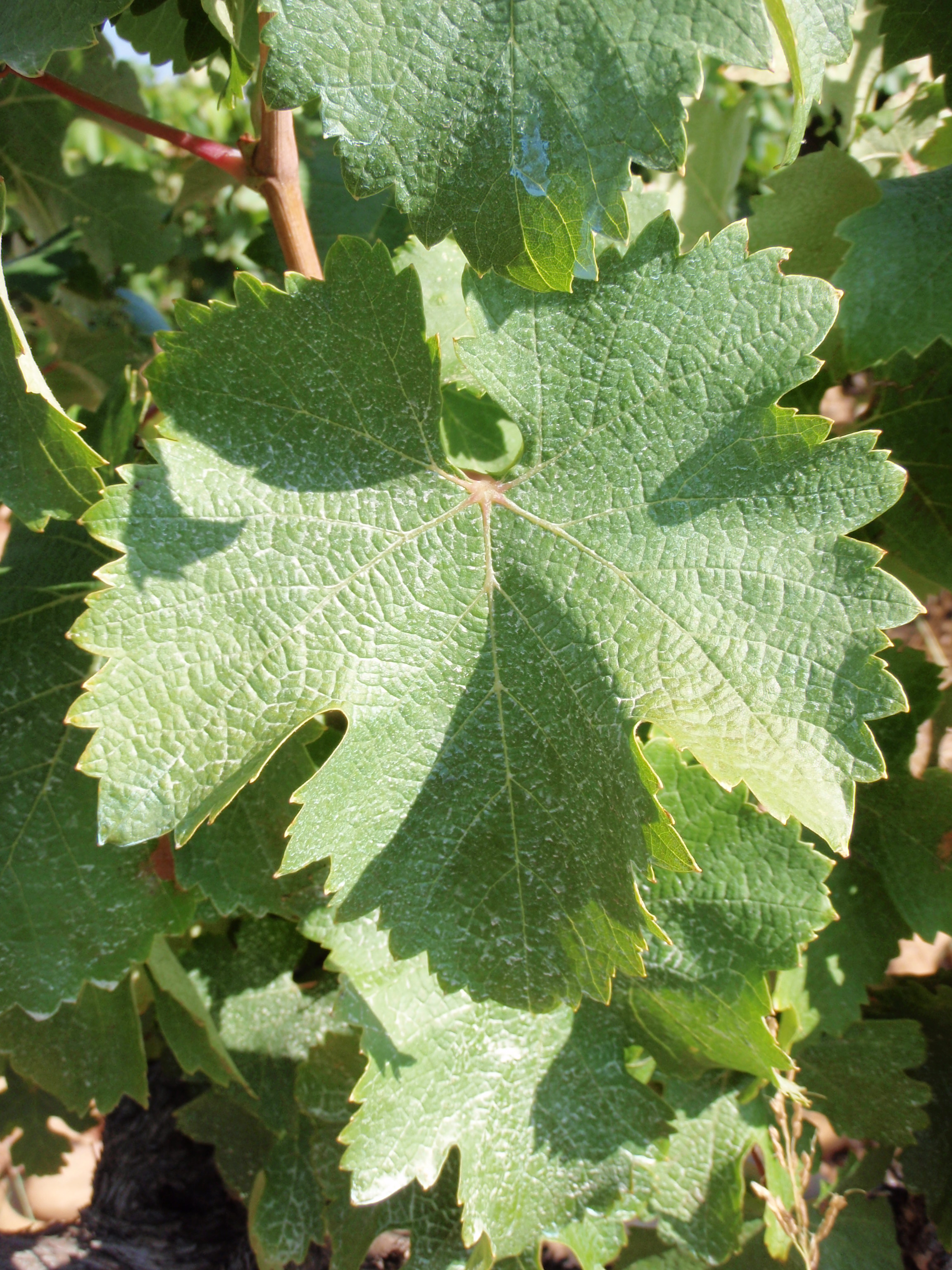
Lá cây nho Counoise